# 羅崇嶽
羅崇嶽，江西庐陵人，明朝政治人物，进士出身。

## 生平
景泰四年（1453年），羅崇嶽以北直隸順天府香河縣籍中式癸酉科顺天乡试第一名，因查出冒籍被斥归乡。景泰七年（1456年），参加丙子科江西乡试，中举第二十九名。天顺元年（1457年），中式丁丑科会试第一百十二名，廷试二甲四名，官至兵部郎中。

## 家族
曾祖羅子奇。祖父羅敏。父羅祥徵。